# 46610 베시두즈
46610 베시두즈(46610 Besixdouze, 1993 TQ1)는 소행성대에 위치한 소행성이다. 이 소행성은 엔다테 긴과 와타나베 가즈오가 1993년 10월 15일에 발견하였다.
이 소행성에 이런 이름이 붙은 것은 어린 왕자 이야기에서 '소행성 B612호에서 서 있는 어린 왕자' 부분에 나온다. 베시두즈(Bésixdouze)는 프랑스어로 "B 6 12"를 차례로 읽은 것이다. 또한 소행성 번호 46610을 16진수로 바꾸면 B612가 된다.

## 같이 보기
- 2578 생텍쥐페리
- 프티프랭스 (45 외제니아의 소행성 위성)